# Crucificação (Perugino e Signorelli)
Crucificação é uma pintura da Crucificação de Cristo, geralmente atribuída a Perugino, com ou sem assistência de Luca Signorelli. A datação e a atribuição da obra são incertas - Venturi e Schmarsow atribuem-na a um aluno de Perugino, enquanto outros historiadores da arte atribuem-na a Perugino sozinho ou com a ajuda de Signorelli. O chiaroscuro profundo é comparável ao estilo de Signorelli em outros lugares ou ao estilo inicial de Perugino enquanto ele ainda era fortemente influenciado por Andrea del Verrocchio. O fundo paisagístico é típico de Perugino, com montanhas e morros em perspectiva profunda.